# Acrocephalus rehsei
Il passero di Nauru (Acrocephalus rehsei Finsch, 1883) è un uccello passeriforme della famiglia delle Acrocephalidae; è endemico dell'isola di Nauru.
Lungo circa 15 cm, possiede un becco dritto e il suo corpo è grigio-olivastro nella porzione superiore e biancastro in regione ventrale; presenta inoltre un supercilium (area di piumaggio sopra gli occhi) di colore bianco.